# ルビー (ポケットモンスターSPECIAL)
ルビーは、漫画『ポケットモンスターSPECIAL』に登場する架空の人物である。

## プロフィール
- 性別：男
- 誕生日：7月2日
- 星座：蟹座
- 誕生石：ルビー
- 年齢：11歳(第4章)・12歳(第6章)・15歳(第13章)
- 血液型：O型
- 身長：163cm(第13章)
- 体重：49kg(第13章)
- 賞歴：ポケモンコンテスト全ランク・全部門制覇
- 特技：裁縫、ポロック作り
- 瞳の色：紅
- 視力（左右）：0.1
- 家族：父（センリ）・母
- 口ぐせ：Beautiful!!
- 出身地：ジョウト地方・コガネシティ
- 初登場：第181話 VSサボネア
- 登場章：第4章・第6章・第13章
- 登場巻：15-22・(27)・28-29・(37)
- 持ち物：ポケモン図鑑（3代目）・ポケナビ・ポケギア・ランニングシューズ・木の実（ポロック用）・ポロックケース・カガリの記憶ライター・化粧箱・裁縫箱・救急箱・眼鏡・着替えの服・アルバム×136・カメラ・ビデオカメラ・照明・むげんのふえ・調理器具・寝袋・巻物・メガバンクル・ラティオスナイト・ラグラージナイト・サーナイトナイト・ディアンシナイト・マグマスーツ・ライブスーツ
- 代名詞：魅せる者
- 人気投票：3位（2005年・2011年共に）

## 人物
第4章・第13章のメイン主人公。ゲーム版『ルビー・サファイア・エメラルド』『オメガルビー・アルファサファイア』の男の子主人公がモデル。一人称は「ボク」。
昔はやんちゃでバトル好きの少年だったが、6歳の頃に父センリのジムリーダー試験の際、サファイアと仲良くなり遊んでいたところ、突然飛び出して来たボーマンダと遭遇。当時実力に自信があったルビーは攻撃して刺激してしまう。その結果、我を失ったボーマンダによってポケモン協会の研究棟が襲撃され、ポケモン協会が保管していた超古代ポケモン・レックウザが逃走してしまう。センリはルビーに代わり責任を負いレックウザ捜索の為一人ジョウト地方を離れる事になったが、幼いゆえ真相を考えるに至らなかったルビーは、自分を置いて行ったと思い込み父に反発するようになってしまう。そしてサファイアに自分の戦う姿を怖がられた事をきっかけに「バトルは嫌い! 美しいポケモン大好き!」という美しさ至上主義者になった。口癖は「Beautiful!!」。暇さえあれば自分のポケモンをブラッシングし、毎日の成長記録を写真やビデオに残していて、そのアルバムは第6章時点で136冊目に達している。また写真やビデオを撮る事にも増して、撮られる事が好き。潔癖性でもあり、汚れる事を厭わないサファイアとは対照的。そのこともあり、サファイアとは出会った時から直ぐに喧嘩になるが、次第に彼女との関係を深めて行く。第4章で旅をしていた頃は野宿はもちろん野外での食事すらもってのほかという主義で現在もそれは変わらないが、第6章後にサファイアに付き合ってホウエンのポケモン達の分布調査を手伝う事になり、以降はそれほど苦でなくなっている。
ホウエン地方最強と言われるトウカジムリーダー・センリの一人息子であり、幼少時に教わったバトルの腕前は相当なもの。バトルスタイルは父に似て直線的に見えるが、実際は持ち前の洞察力や思考能力の高さをフル活用しポケモンの特性・弱点や地形などあらゆるものを総合して勝利する理詰めの戦略を駆使する。マグマ団幹部やセンリとのバトルで分かるように、勝利の為なら自身の危険を顧みない一面を持つ。また、センリからポケモンを見ただけでどんな性格をしているか判別できるように仕込まれており、マグマ団幹部・ホカゲのマグマッグを好みのポロックで誘い出したこともある。また、常人では扱うことが非常に困難かつ危険な伝説や幻のポケモンをノーリスクで扱うことができる類稀なる素質も持っている。腕力もそれなりにあり、幼い頃は片手で木にぶら下がった状態でサファイアを持ち上げたり、気絶して海に落ちたハギ老人を片手だけで甲板に持ち上げている。前述のように過去の出来事からポケモンバトルを、とりわけ自分の戦う姿を人前にさらす事を極端に嫌っているため、他人に自分の本当の力を知られる事をできるだけ避けている。
しかし、第4章の事件を通して必要と有らば率先して戦ったり、他の図鑑所有者達と同じように「退けなければならない悪」と対峙した際に迷わず戦いに赴いたりするなど「戦い」への姿勢が変化している模様（それでも美しさを優先することは変化していない）。当初は自分本意な性格であったが、ホウエン地方での戦いを通して成長し、他人の為に動くなど前述の通り正義感が強い性格になっている。
少々自分本位な思考の持ち主で、相手が誰だろうと「イヤなものはイヤ」とはっきり主張する。この頑固さは父のセンリ譲りだが、本人はまったく気付いていない。また、このはっきり物を言う点は、ミズゴロウとキモリのどちらを選ぶかの時も顕著に現れており、キモリの目の前でミズゴロウを「緑のよりはマシ」と主張。後の第6章には、その屈辱を思い出したジュカイン（元キモリ）から仕返しを受けている。（実際の第4章ではオダマキ博士から炎に対抗する為にミズゴロウを出すよう指示されており、「緑の方よりはマシだけど」も心中での独白だった）ラティオスから「性格が悪くて口が悪くて態度が悪くて挑発的でひとの話を聞かなくて自分勝手」と評されており、その為コミュニケーションがうまくいかないことも多く、その一方で重大な問題ほど自分だけで抱え込もうとする傾向が強く（特に大切に思っているサファイアには何としてでも隠そうとする）、周囲からはその性格を心配され注意されることも少なくなかった。
手先は驚くほど器用。ポケモンの服はおろか自分の服、更には自分の服を仕立て直してサファイアの服まで作ってしまうほど。しかし、針仕事のしすぎで視力はかなり悪く（両目とも0.1）普段はコンタクトレンズを使用している上に、遠くを見る際や「かしこさ部門」のコンテストのときなどには眼鏡を着用することがある。普段から帽子をかぶっているが、これは先述のボーマンダとの交戦の際に右目の上に負った傷を隠す為である。また洞察力や論理的な思考能力も高く彼の推察は的を射たものが多い。このことはコンテストや前述のようにバトルなどにも活かされている。第4章開始時の服装はゲーム版『ルビー・サファイア』に準拠したもので、マグマ団・アクア団との戦いを決意した際にゲーム版『ポケットモンスター エメラルド』の男の子主人公のデザインを流用した服装に変更している。第6章でのコスチュームは『ポケットモンスター エメラルド』の男の子主人公の服を基準とした、赤色を基調とした服になっている。第13章での服装は、『ポケットモンスター オメガルビー・アルファサファイア』の男の子主人公をモデルとしたものに変わっている。また、髪ももみあげと後ろ髪が伸びている。
作者の日下曰く、ルビーのキャラクター性である『主人公が男の子なのにコンテスト少年』という構想は当時の担当に猛反対され、説得するのに苦労したが、第4章連載開始後の読者からの反応は良く、今では笑い話になっているとのこと。
読者からの人気はレッド・イエローと並び、全図鑑所有者の中でも高く、2005年・2011年に公式サイトで行われた人気投票では共にベスト3入りを果たしている。美形キャラの例に違わず女性読者からの人気が高い様子。

## 劇中での活躍
第4章(ルビー・サファイア編)
ホウエン地方のポケモンコンテストに出場するにあたって、「父（センリ）がバトル修行の道へ引きずりこもうとするに決まっている」という誤解をし父の目を逃れるべく、ミシロタウンに引っ越した当日（自身の11歳の誕生日）に家出してしまう（実はこの日、センリは「コンテスト挑戦を許す」と彼に伝えるつもりだった）。ポケモンコンテストに関してはジョウト地方に住んでいた頃から尽く優勝を収めてきた実力者で、家出の目的は「ホウエン地方のコンテストを全て制覇し、父を見返すこと」だ、と自身の手持ちに語りかけている。
過去の出来事も手伝い、ヒワマキシティでホウエン地方全体の危機を知るも、そのことに目を逸らし戦うことを忌避し続けた結果、サファイアから絶交され、ポケモンへの信頼を忘れるほどにまで堕ちてしまう。ミクリにそのことを批難されたことや盲目の少年の言葉をきっかけにして大切な事を思い出して、マグマ団・アクア団と戦うことを決意し、サファイアと共にホウエン地方全体を巻き込む大事件へと飛び込んでいく。
幼少期に想いを寄せていた女の子がサファイアと同一人物であることを知らずにいたが、マボロシじまでの彼女との特訓の後にサファイアに告白されて気づくことになる。彼女を危険に晒せない為にサファイアに自分の想いを伝えると同時に彼女をリニアカーに閉じ込め、マグマ団のカガリと共にグラードン・カイオーガを食い止めることになる。共に戦ったカガリや父・センリの死に直面しながらもマグマ団・アクア団の野望を食い止め、手持ちにいたセレビィの力で失った者たちの蘇った時間軸になり、大勢の人々と共に事件を解決し、最終的にポケモンコンテスト全部門制覇も成し遂げる。
第6章(エメラルド編)
サファイアと共に計画の第二段階としてバトルフロンティアに到着。エメラルドの手助けをすることになる。
究極技を習得した後は、歴代図鑑所有者の先輩達と共に究極技を繰り出して、ガイルが出現させた強大な海の魔物を撃退し、バトルフロンティアの危機を救った。
第4章でのサファイアからの告白についてはぐらかしている節があり、明確な答えを出していないため彼女からは諦めの感情を抱かれている。しかし、サファイアがウコンに杖を突きつけられた時にはPOPOを繰りだそうとする程に激昂した事や、ボーマンダを苦手とする彼女に対して同意の感情を見せた事と、アオギリの経緯を聞き気が動転している彼女をなだめる事から、内心では大切に想っている一面が覗える。
第13章(オメガルビー・アルファサファイア編)
サファイアの野外調査に付き合う傍ら、半年ほど前から「おきがえピカチュウ」の企画やトレーナーのコンテスト衣装の開発に携わっていたが、エメラルドとともに隕石落下の報を聞き、ホウエン地方を愛する気持ちの強いサファイアには「星の壊滅」について知らせないようダイゴに依頼し、メガバングルを受け取る。自身は他の図鑑所有者たちと別れ、ラティオスとともに空の柱へ向かう。そこでヒガナと出会い、バトルとなる（またこの時、かつて戦ったボーマンダがレックウザを解放しようとしたヒガナの手持ちだったことが判明）。その後デボンコーポレーションに今回の件から手を引きヒガナに一任させようと進言しに向かう途中、流星の民からヒガナは正統伝承者ではないと告げられる。直後降り注ぐ隕石の破片の直撃を受け無人島に漂着、ディアンシーの介抱を受け快復するともっともっと生きて楽しみたいと心情を吐露し、レックウザの背に乗り戦ったことがあるものとして、伝承者の代わりに戦う決意をする。
シーキンセツでエメラルドと合流するも、ヒガナとの戦闘に巻き込まれ、彼女にメガバングルを奪われるが、隙を見て技「ガリョウテンセイ」が記された巻物を奪った。ホカゲとシズクの策略によってグラードンとカイオーガが出現し、さらにマツブサ達の持つ珠の力でゲンシカイキとなった2匹に圧倒された。流星の里に運ばれて療養し、おばば様からデボンの計画の失敗とレックウザの行方を知る。ヒガナとの戦いで行方不明になったサファイアの捜索をエメラルドに任せ、自身は父・センリと共にフーパのワープ能力でジョウト地方へ向かい、ジョウトポケモン協会本部に着いてすぐに隕石を捕食するレックウザに遭遇する。レックウザに捕らえられたままフーパの力でホウエン地方に帰還、ミツルやサファイアの協力を得てレックウザを説得した。マツブサ、アオギリとともに巨大隕石の破片を撃墜することができたが、直後にヒガナの襲撃を受けて負傷してしまう。3勢力の和解が成立してからは隕石破壊に向かうことを決意、任務後はもう地球に帰ってこられないかもしれないことからサファイアに最後まで一緒にいてほしいと願い共に宇宙へ向かうことになる。サファイアと共にメガレックウザに乗って隕石を破壊、隕石を操っていたデオキシスも倒し星を救った。
隕石破壊後、サファイアと共に「ポケモンコンテストライブ!」に出場し、ディアンシーをメガシンカさせる。

## 所有ポケモン
性別は♂が1匹に対して♀が5匹。ニックネームは種族名から一文字を取り、ローマ字で並べたものだが、MIMIは例外で、ヒンバス時代の鳴き声から付けた。第4章時のメンバーであるNANA・COCO・RURUとは子供の頃からの付き合い。
第6章ではZUZU・RURU・MIMI・POPOが登場。第13章の序盤ではZUZU・RURUをサファイア達に一時的に預け、NANA・COCO・MIMI・POPO・ラティオスを手持ちに入れて行動している。
前口上のあとにボールから出す場合は「さあ、いでよ!!」、すでに出ている場合は「今、ここに!!」と言う。

### 手持ち
ZUZU
- ミズゴロウ♂→ヌマクロー♂→ラグラージ♂←→メガラグラージ♂ Lv.71
- 特性：げきりゅう←→すいすい 性格：のんき 個性：のんびりするのがすき
- 技："アームハンマー"・"いわくだき"・"がまん"・"がむしゃら"・"じしん"・"だくりゅう"・"どろあそび"・"なみのり"・"ハイドロカノン"・"マッドショット"・"みずでっぽう"
- 前口上：（ヌマクロー）「時の流れは移りゆけども、変わらぬその身のたくましさ！ほとばしたるは怒りの激流。ポケモン・ヌマクロー、名前はZUZU」
- 初登場：第183話 VSアチャモ

「たくましさ」部門担当。草の衣を纏っていたサファイアをポケモンと勘違いしてNANAに攻撃させた事でバトルになってしまい、電話越しで状況が飲み込めていなかったオダマキ博士から応戦の為に譲り受けた。ビジュアル的に見たルビーからの第一印象は「微妙」。
頭のヒレをレーダーとして使い、人や敵の位置を正確に捕捉することが得意。最終進化後は水上要員となった。またミズゴロウ・ヌマクロー当時は常に垂らしていた鼻水がトレードマークだったが、最終進化後は垂らさなくなった。
第6章では修行により、「水の究極技」"ハイドロカノン"を習得し、ブルーのカメちゃん（カメックス）・シルバーのオーダイルと共に放った。
第13章ではサファイア達に預けており、石の洞窟付近で修行。シーキンセツでメガシンカを遂げる。
NANA
- ポチエナ♀→グラエナ♀ Lv.69
- 特性：にげあし→いかく 性格：いじっぱり 個性：まけんきがつよい
- 技："かぎわける"・"とおぼえ"・"とっしん"・"にらみつける"・"はかいこうせん"・"ほえる"
- 初登場：第181話 VSサボネア
- 前口上：（ポチエナ）：「時の流れは移りゆけども、変わらぬその身のかっこよさ。身につけたるは疾風の健脚、ポケモン・ポチエナ、名前はNANA」
- 前口上：（グラエナ）：「時の流れは移りゆけども、変わらぬその身のかっこよさ。身につけたるは豪殻な威嚇、ポケモン・グラエナ、名前はNANA」

「かっこよさ」部門担当。ルビーが幼い頃センリから3匹譲り受けた中の1匹で、COCO・RURUと共にバトルの修行から各地方のコンテスト制覇までを共に過ごす。ムロタウンの石の洞窟でクチートとの戦闘を経て進化した。
毛ヅヤと身のこなしは天下一品であり、実力においても多数のポケモンの急所を一瞬で見極め、攻めて倒すなどかなり鍛えられており、ポチエナの頃にセンリから"はかいこうせん"も教えられている（本来はポチエナのままでは"はかいこうせん"は覚えられない）。
COCO
- エネコ♀→エネコロロ♀ Lv.68
- 特性：メロメロボディ 性格：むじゃき 個性：ものをよくちらかす
- 技："アイアンテール"・"しんぴのまもり"・"すてみタックル"・"なきごえ"・"ほしがる"・"ねこのて"・"メロメロ"
- 初登場：第181話 VSサボネア
- 前口上：（エネコ）「時の流れは移り行けども、変わらぬその身のかわいさよ。身に着けたるはメロメロボディ。ポケモン・エネコ、名前はCOCO」

「かわいさ」部門担当。ムロタウンの石の洞窟でダイゴの所持していた「つきのいし」に偶然触れて進化した。バトルとなると途端にやんちゃになる。
毛ヅヤと魅せ方は天下一品であり、実力においては素早い身のこなしで敵の攻撃を受け流し、更にその見かけとはうって変わって"すてみタックル"や、エネコの時にセンリから教えられた"アイアンテール"といった高威力の技を使いこなす。
RURU
- ラルトス♀→キルリア♀→サーナイト♀←→メガサーナイト♀ Lv.70
- 特性：シンクロ←→フェアリースキン 性格：おとなしい 個性：まけずぎらい
- 技："さいみんじゅつ"・"シャドーボール"・"でんげきは"・"ねんりき"・"ふういん"・"ミストフィールド"
- 初登場：第181話 VSサボネア
- 前口上：未確認

ホウエンのコンテストでの「かしこさ」部門担当の予定だったが、ミツルにポケモンを捕まえさせるために彼に貸していた時、地震でルビーとはぐれてしまう。それによって一時的にミツルの手持ちへ加わる事になり、ルビーのチームとして活躍するのは第6章以降になる。
その後、空の柱にてセンリとの特訓の末にキルリアに進化。事件終結後にミツルから返された。
第6章ではバトルドームのエメラルド戦で相性の悪いサマヨールと相討ちになる程強くなっている。
第13章ではサファイアに預けており、きるる（キルリア♂）とのトレーニングでサーナイトに進化。おばば様から「サーナイトナイト」を貰い、サファイアとの喧嘩でメガシンカした。
POPO
- ポワルン♀ Lv.70
- 特性：てんきや 性格：しんちょう 個性：かんがえごとがおおい
- 技："あられ"・"ウェザーボール"・"シャドーボール"・"にほんばれ"
- 初登場：第188話　VSハスブレロ
- 前口上：「時の流れは移りゆけども、変わらぬその目のかしこさよ。雨・晴・氷と躍するてんきや。ポケモン・ポワルン、名前はPOPO」

「かしこさ」部門担当。元はツワブキ社長のポケモンで、預かっていたマリ・ダイからルビーについて行き、はぐれたRURUの代わりに「かしこさ」部門を担当する。
第4章の事件終結後もツワブキ社長には返しておらず、第6章や第13章でもそのまま手持ちに加えている。
MIMI
- ヒンバス♀→ミロカロス♀ Lv.75
- 特性：すいすい→ふしぎなうろこ 性格：ひかえめ 個性：うたれづよい[1]
- 技："ひかりのかべ"・"ふぶき"・"みずのはどう"・"ミラーコート"・"れいとうビーム"
- 初登場：第206話 VSヒンバス
- 前口上：（ヒンバス）：「たとえその身が朽ち果てゆけども、変わらぬ心の美しさ。身につけたるは、たゆたうすいすい！ポケモン・ヒンバス、名前はMIMI」
- 前口上：（ミロカロス）：「心が体を解き放てこそ、凛々しくそびえる美しさ。身につけたるは不思議な鱗。ポケモン・ミロカロス、名前はMIMI」

「うつくしさ」部門担当。海パン野郎のヒデノリと共に釣りをして偶然釣り上げなつかれる。ルビーはあまりの醜さから後で逃がそうかと考えたが、命を救われた事と、父を見返すという目標からあえて醜いヒンバスでうつくしさコンテストを制覇しようという目標により、行動を共にする。
カイナシティでイラついていた上に、ハイパーランクコンテストで飛び入り参加して来たミクリを相手にアピールできなかった事をルビーから辛辣な言葉を浴びて傷付き、飛び出してしまったが最終局面にルネシティまでルビーを追いかけて再会。マツブサ・アオギリに立ち向かうも一蹴され、2人からは侮辱される一方でルビーからは心の美しさを賞賛され、進化を遂げた。
心優しくけなげで、先述の通りルビーの心を動かす結果となった。ヒンバスの時から技はかなり多彩であり、それによるアピールで魅せる演技を得意とする。進化してからは技の威力、耐久力が飛躍的に上昇し、特性も含めた防御力で敵の攻撃を耐え凌ぎ、要所で強力な技を繰り出す長期戦を得意とする。
2011年に公式サイトで行われた人気投票ではMIMI（好きなポケモン部門）とMIMIが進化する話の「心の美しさ」（好きなエピソード部門）が共に第2位に輝いた。

### 一時手持ち
プラスル♂
- 特性：プラス 性格：わんぱく
- 技："うそなき"・"かげぶんしん"・"てだすけ"
- 初登場：第198話　VSプラスル&マイナンI

すてられ船で出会い、マボロシ島で再会。その時の特訓により、応援に出す火花のボンボンを攻撃にも使えるようになった。
とろろ（サファイア）
- トロピウス♂

セレビィ
- 初登場：第180話 最終決戦XIV

ジョウト地方に住んでいた頃からボールに入っていた。第4章終盤に重大な働きをする。第3章に登場したセレビィと同一。また、ボールから出す時には決まったポーズを取る。
なお、第3章ではセレビィの捕獲には「虹色の羽根」・「銀色の羽根」を使った特殊なボールを使う必要があったが、第4章では普通のモンスターボールに入っていた。これはルビーが捕獲したのではなく、セレビィが自分からボールに入った為（後にボールから出て野生に戻った所からもわかる）。その場面を目撃したのも「時間の狭間」をさまよっていたヤナギである。
えるる（サファイア）
- ホエルオー♂

### その他
ラティオス
- ラティオス♂←→メガラティオス♂
- 特性：ふゆう
- 技："ラスターパージ"

第6章ではバトルフロンティアで出会った。第13章では南の孤島で再会し、尋常ならざる事態を悟り手を貸す。
ディアンシー
- ディアンシー←→メガディアンシー
- 特性：クリアボディ←→マジックミラー
- 技："マジカルシャイン"・"ムーンフォース"

第13章に登場。とある孤島に生息しており、隕石の落下で負傷したルビーを介抱した。それ以降は共に行動する。
隕石破壊後、ダイゴとカロス地方に行く前日に「ポケモンコンテストライブ!」に出場し、フーパの能力で手に入れた「ディアンシナイト」でメガシンカした。
レックウザ
- レックウザ←→メガレックウザ
- 特性：エアロック←→デルタストリーム 性格：ゆうかん
- 技："ガリョウテンセイ"・"でんげきは"

第13章に登場。